# Chélan
Chélan (gaskognisch: Shelan) ist eine französische Gemeinde mit 173 Einwohnern (Stand 1. Januar 2022) im Département Gers in der Region Okzitanien (bis 2015 Midi-Pyrénées); sie gehört zum Arrondissement Mirande und zum Gemeindeverband Val de Gers. Die Bewohner nennen sich Chélanais/Chélanaises.

## Geografie
Chélan liegt rund 22 Kilometer südöstlich von Mirande im Süden des Départements Gers an der Grenze zum Département Hautes-Pyrénées. Die Gemeinde besteht aus dem Ort Chélan, zahlreichen Streusiedlungen und Einzelgehöften. Der Gers durchquert die Gemeinde in nördlicher Richtung und bildet streckenweise die nordöstliche Gemeindegrenze.
Nachbargemeinden sind Samaran im Nordwesten und Norden, Panassac im Norden und Nordosten, Arrouède im Osten, Mont-d’Astarac im Osten und Südosten, Sariac-Magnoac (im Département Hautes-Pyrénées) im Südosten, Castelnau-Magnoac (im Département Hautes-Pyrénées) im Süden, Peyret-Saint-André (im Département Hautes-Pyrénées) im Süden und Südwesten, Monlaur-Bernet im Westen sowie Aujan-Mournède im Nordwesten.

## Geschichte
Im Mittelalter lag Chélan in der Kastlanei Moncassin in der Grafschaft Astarac in der historischen Landschaft Gascogne und teilte deren Schicksal. Chélan gehörte von 1793 bis 1801 zum Kanton Mondastarac und zum District Mirande. Seit 1801 ist Chélan dem Arrondissement Mirande zugeteilt und gehörte von 1801 bis 2015 zum Wahlkreis (Kanton) Masseube.

## Bevölkerungsentwicklung
| Jahr                       | 1962 | 1968 | 1975 | 1982 | 1990 | 1999 | 2006 | 2011 | 2020 |
| Einwohner                  | 287  | 238  | 218  | 219  | 192  | 185  | 190  | 189  | 168  |
| Quellen: Cassini und INSEE |      |      |      |      |      |      |      |      |      |

## Sehenswürdigkeiten
- Kirche Sainte-Gemme aus dem 17. Jahrhundert
- Statue der Jungfrau Maria
- Fünf Wegkreuze; Holzkreuz an der D228, am Chemin de Fray Guillem, beim Friedhof, bei Arriac und bei Les Cantaus
- Alte Bauernhäuser
- Denkmal für die Gefallenen[3]

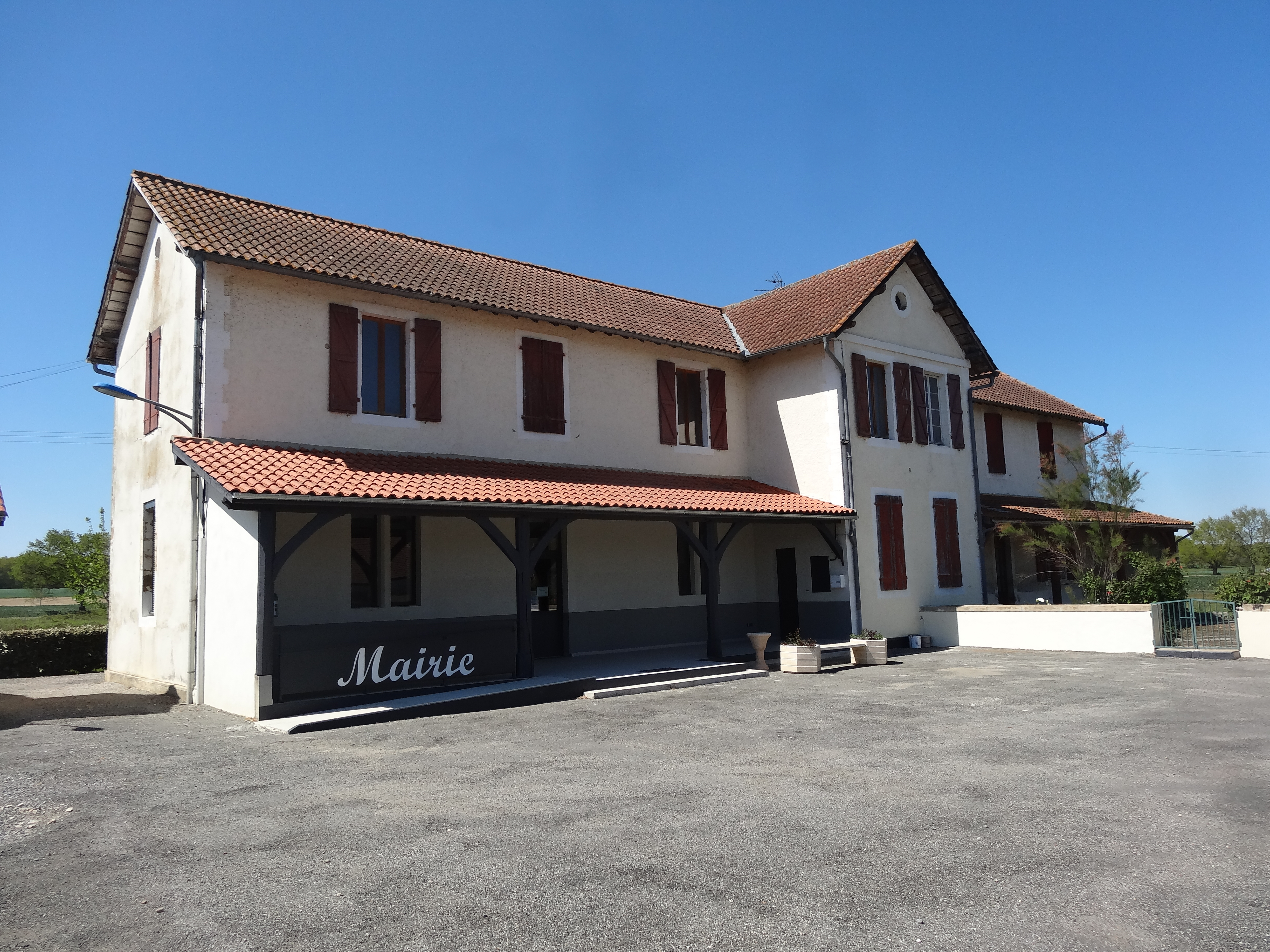
Rathaus (Mairie) Chélan
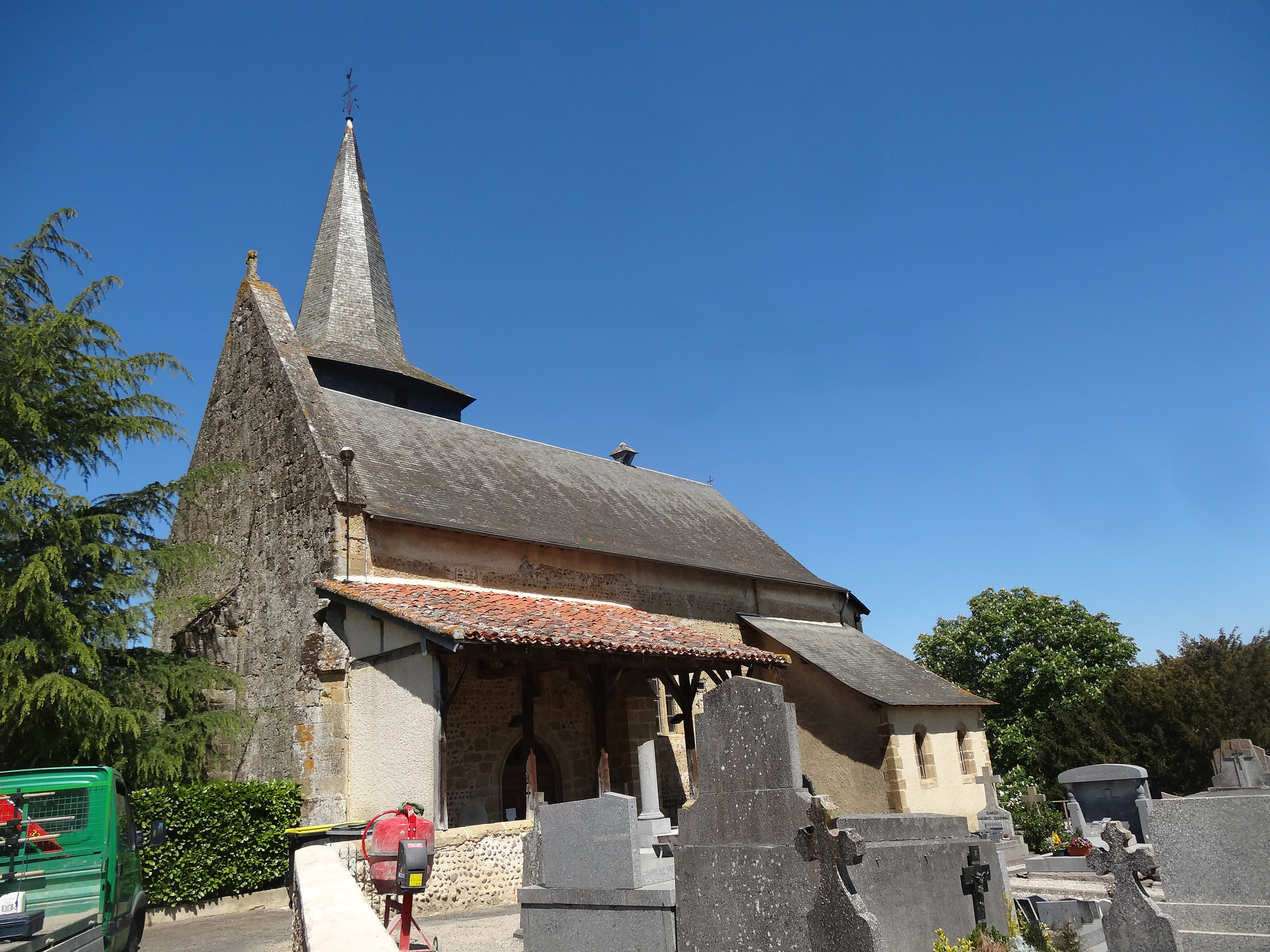
Kirche Sainte-Gemme
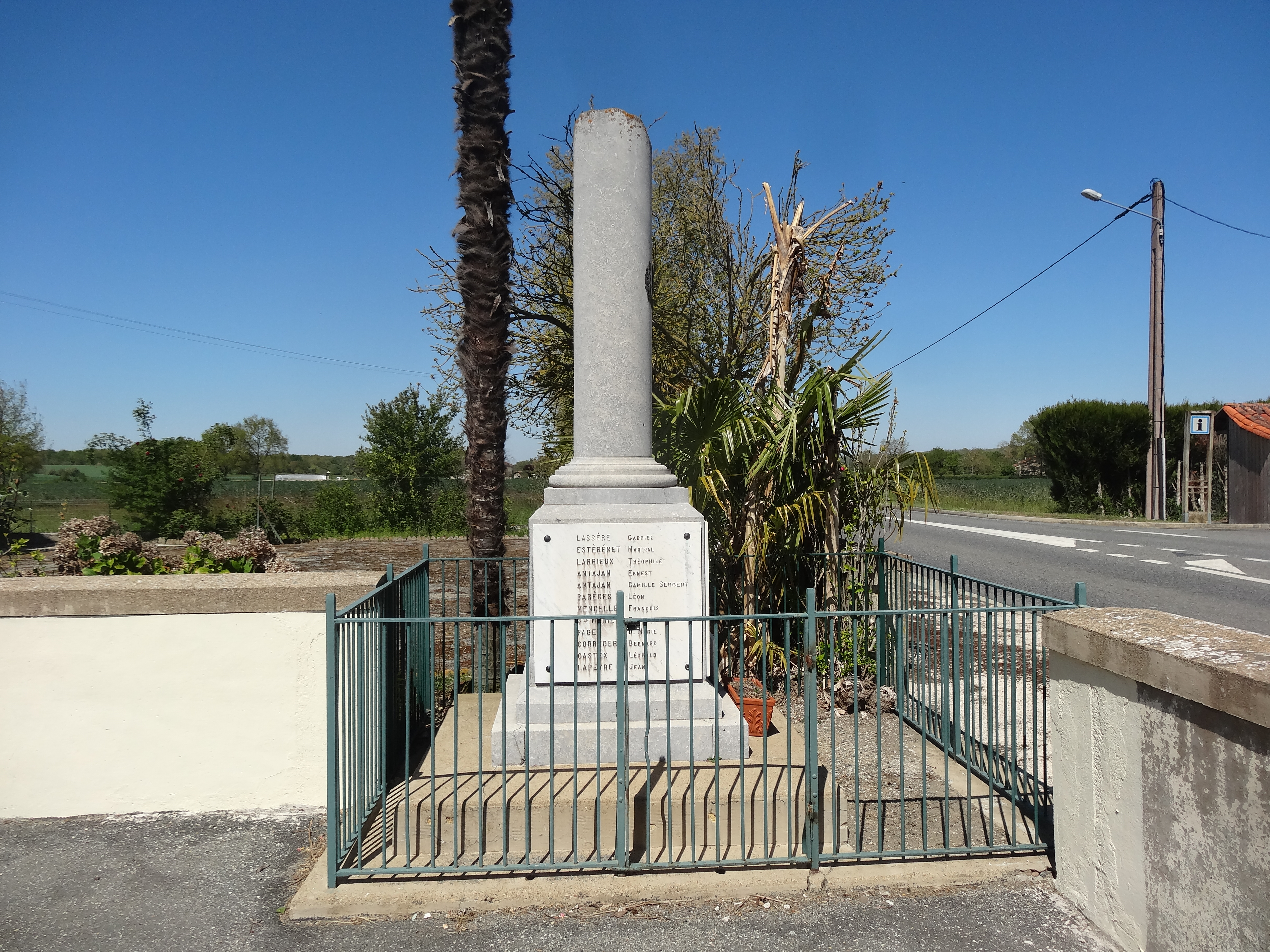
Gefallenendenkmal